# Game director
Un game director è chi si occupa, nell'ambito della produzione videoludica, di dirigere il personale tecnico impegnato nello sviluppo di un videogioco, fornendo linee guida sul lavoro da svolgere e inserendo le proprie idee nel progetto. Questo compito di regista del videogioco può coincidere con quello del progettista di videogiochi, ed è comunque in stretto rapporto con la figura del produttore. Ad esempio, in Super Mario Galaxy Yoshiaki Koizumi ha ricoperto i ruoli di progettista e direttore, mentre Shigeru Miyamoto figurava come produttore e responsabile dell'idea progettuale del gioco.